# Jolo
Jolo è una municipalità di seconda classe delle Filippine, situata nella Provincia di Sulu, nella Regione Autonoma nel Mindanao Musulmano.
Posta sulla costa settentrionale dell'isola di Jolo, al centro dell'arcipelago delle isole Sulu, Jolo è un'antica città completamente cinta da mura, già capitale del Sultanato di Sulu.
Nel 1974 è stata seriamente danneggiata a seguito degli scontri fra le forze governative e i secessionisti islamici. La costituzione della Regione Autonoma nel Mindanao Musulmano (ARMM) nel 1990 non ha placato le tensioni che in questa zona delle Filippine e in questa città in particolare continuano a creare problemi.
Importante mercato agricolo, esporta anche preziose perle. In passato fu un covo fortificato di pirati.
Jolo è formata da 8 baranggay:
- Alat
- Asturias
- Bus-bus
- Chinese Pier
- San Raymundo
- Takut-takut
- Tulay
- Walled City (Pob.)